# Mravići
Mravići – wieś w Bośni i Hercegowinie, w Federacji Bośni i Hercegowiny, w kantonie zenicko-dobojskim, w gminie Doboj Jug. W 2013 roku liczyła 1546 mieszkańców, z czego większość stanowili Boszniacy.